# Carrers coberts de Guimerà
Carrers coberts de Guimerà és una obra de Guimerà (Urgell) inclosa a l'Inventari del Patrimoni Arquitectònic de Catalunya.

## Descripció
És característic del poble de Guimerà la varietat d'arcs i de carrers coberts que es troben pels carrers de la seva part vella. I també ho són els porxos de la Plaça Major. Aquests arcs i passadissos, en molt bon estat de conservació, són els que mantenen viu l'esperit medieval de la vila de Guimerà. Inicialment complien diverses funcions com era l'aprofitament de l'espai per damunt dels carrers per part de les cases. A més a més, aquests passadissos feien d'aixopluc en temps de fires i mercats a Guimerà.
Aquests carrers es troben emplaçats a l'interior del perímetre emmurallat de la primitiva població de Guimerà. Normalment es troben construïts en arcs apuntats sustentats lateralment per contraforts units a les estructures internes de les cases.

## Història
Aquesta forma de construir fent servir arcs coberts fou possiblement motivat perquè el poble és construït damunt d'un fort desnivell de la serra, fet que determina que els carrers siguin esglaonats. Els carrers coberts més emblemàtics de la vila de Guimerà són els següents: carrer Major, carrer de la Cendra, Plaça Major, carrer de la Capella i carrer de les Costetes.